# Andris Teikmanis
Andris Teikmanis (ur. 29 listopada 1959 w Rydze) – łotewski prawnik i polityk, były mer Rygi, były ambasador w Niemczech, Rosji, Wielkiej Brytanii oraz USA. W latach 2019–2023 szef kancelarii prezydenta Egilsa Levitsa. 

## Życiorys
W latach 1978–1983 studiował na Wydziale Prawa Łotewskiego Uniwersytetu Państwowego, następnie pracował w administracji miejskiej Rygi. W 1988 został wybrany sędzią rejonu kirowskiego. Był działaczem Łotewskiego Frontu Ludowego oraz grupy "Helsinki-86". W 1990 uzyskał mandat radnego Ryskiej Rady Deputowanych Ludowych, której został przewodniczącym (od 1992: przewodniczący rady miejskiej i mer Rygi). Był jednocześnie deputowanym Rady Najwyższej Łotewskiej SRR i Rady Najwyższej Łotwy (1990–1993).
W 1995 rozpoczął pracę w Ministerstwie Spraw Zagranicznych jako stały przedstawiciel Łotwy przy Radzie Europy. W latach 1998–2002 był ambasadorem w Niemczech. Po powrocie do kraju pełnił obowiązki wiceministra spraw zagranicznych, następnie był ambasadorem kraju w Rosji (2005–2008). Od 2008 do 2013 był sekretarzem stanu w MSZ. W 2013 objął funkcję ambasadora nadzwyczajnego i pełnomocnego w Wielkiej Brytanii i Irlandii Północnej. Trzy lata później został ambasadorem w USA. 
W 2019 mianowano go szefem kancelarii prezydenta Egilsa Levitsa. Funkcję pełnił do 2023. 
Jest żonaty, ma córkę i syna. 

## Odznaczenia
- Order Trzech Gwiazd (2000)
- Order Krzyża Ziemi Maryjnej II klasy (Estonia, 2000)[4]
- Komandor Orderu Infanta Henryka (Portugalia, 2003)[5]